# Decipher (After Forever)
Decipher è il secondo album pubblicato dalla band olandese Symphonic metal After Forever, nel 2001.

## Tracce
1. Ex Cathedra: Ouverture – 2:02
2. Monolith of Doubt – 3:32
3. My Pledge of Allegiance #1: The Sealed Fate – 6:24
4. Emphasis – 4:20
5. Intrinsic – 6:44
6. Zenith – 4:21
7. Estranged: A Timeless Spell – 6:56
8. Imperfect Tenses' – 4:07
9. My Pledge of Allegiance #2: The Tempted Fate – 5:07
10. The Key – 4:48
11. Forlorn Hope – 6:25
12. My Pledge of Allegiance No. 1 [*] – 6:28 (Swedish limited edition)
13. Forlorn Hope [*] – 6:22 (Swedish limited edition)

## Formazione
- Floor Jansen - voce
- Mark Jansen - chitarra
- Sander Gommans - chitarra
- Luuk van Gerven - basso
- Lando van Gils - tastiere
- Andre Borgman - batteria